# Compagnia danese delle Indie orientali
La Compagnia danese delle Indie orientali (in danese Asiatiske Kompagni af den Dansk Østindien) è stata una compagnia commerciale danese. Venne fondata per la prima volta nel 1616 e operò fino al 1650. Venne successivamente rifondata nel 1670 per essere nuovamente sciolta nel 1729 e nuovamente ricostituita per la terza volta nel 1734 per sostenere  il commercio con il Bengala. Ma già nel 1798 venne di nuovo sciolta.
Le sue basi commerciali erano costituite dal governatorato generale di Serampore (sede dell'amministrazione locale della compagnia) ed il governatorato di Tanquebar; dal 1756 al 1785 gli uomini della compagnia occuparono le isole Nicobare (Nankowry) nel tentativo di colonizzarle. Altre basi commerciali indiane furono: Oddaway Torre (1696-1722), Dannemarksnagore-Gondalpara (1698-1714), Calicut (1752-1791), Balasore (1763-1809).